# موسی بیگییف
موسی جارالله بیگی‌یف، (۱۸۷۵-۱۹۴۹ میلادی) نویسنده تاتار‌، نویسنده مجله و مترجم. وی در سال ۱۸۷۵ در شهر کازان به دنیا آمد. موسی جارالله در مدارس بخارا، هندوستان، مصر، حجاز، شام و بعدها در کشور روسیه به رشته حقوق روی آورد. در سال ۱۹۱۷ اثر "ایسلامیت الیفباسی" را نوشت و در روسیه دستگیر و سپس از آن کشور گریخت.او در کشورهای چین، افغانستان، هندوستان، فنلاند، آلمان، ترکیه، ایران، عراق، ژاپن، مصر زندگی کرده بود، و در سال ۱۹۴۹ در قاهره از دنیا رفت.

## آثار به زبان ترکی
- ادبیات عربیه ایله علوم اسلامیه
- انسانلرڭ عقیدهء الهیه‌لرینه بر نظر
- اوزون کونلرده روزه
- بویوک موضوع‌لرده اوفاق فکرلر. انتقاد مقاله‌لری صورتیله یازلمش
- تاريخ القرآن والمصاحف
- تصحیح رسم خط قرآن
- خلق نظرینه بر نیچه مسئله
- برهان های رحمت الهیّه
- زکات
- قواعد فقهیه
- اللزومیات صاحبی فیلسوف امام ابی‌العلا احمد بن عبدالله المعری حضرتلری‌نڭ ترجمهء حالی = ترجمه حال ابوالعلاء المعری
- ملاحظه
- مقدمه الموافقات
- میت یاقمق مسئله‌سی (دولت دوماسندا)

## ترجمه ها به زبان ترکی
- ترجمه قرآن کریم
- ترجمه دیوان حافظ شیرازی
- ترجمه دیوان ابوالعلاء المعرّی